# Cyrillia aequalis
Cyrillia aequalis is een slakkensoort uit de familie van de Raphitomidae. De wetenschappelijke naam van de soort werd voor het eerst geldig gepubliceerd in 1867 door Jeffreys.